# Hase-dera
Hase-dera, pełna nazwa: Kaikōzan Jishō-in Hase-dera (jap. 長谷寺, 海光山慈照院長谷寺) – świątynia buddyjska szkoły Jōdo-shū (Czystej Ziemi) w Kamakurze (prefektura Kanagawa), w Japonii. Jest znana z ogromnego posągu Kannon o Jedenastu Twarzach (Jūichimen-Kannon).

## Historia
Według legendy mnich buddyjski w 721 roku wyrzeźbił ogromny posąg bogini miłosierdzia Kannon z pnia kamforowca. 15 lat później wrzucił ten posąg do morza, aby sam wybrał sobie miejsce swego kultu. Posąg został wyrzucony na brzeg w Kamakurze, gdzie zbudowano dla niego świątynię. 
Pierwotnie świątynia należała do szkoły Tendai (Tendai-shū). W 1459 roku przebudował ją siogun Yoshimasa Ashikaga (1435–1490). W głównym budynku Kannon-dō znajduje się pozłacany posąg Kannon (Hase-Kannon), wysokości ponad 9 m, o 11 twarzach (jūichimen), reprezentujących różne etapy oświecenia. Jest to największy drewniany posąg w Japonii. 
Drugim sanktuarium jest Amida-dō, gdzie obiektem kultu jest Budda Amida. W świątyni jest wielka, obrotowa biblioteka sutr. Wierzy się, że jej obrócenie zastępuje ich odczytanie. Świątynia znajduje się na szlaku pielgrzymkowym Bandō Sanjūsan-kasho, łączącym 33 sanktuaria Kannon. Hase-dera jest zbudowana na zboczu góry i otacza ją rozległy ogród japoński. Przy świątyni znajduje się grota bóstwa Benzaiten i niewielki chram Inari. Hase-dera jest znana z tego, że rodzice ustawiają tam i dekorują figurki bosatsu Jizō.

## Galeria

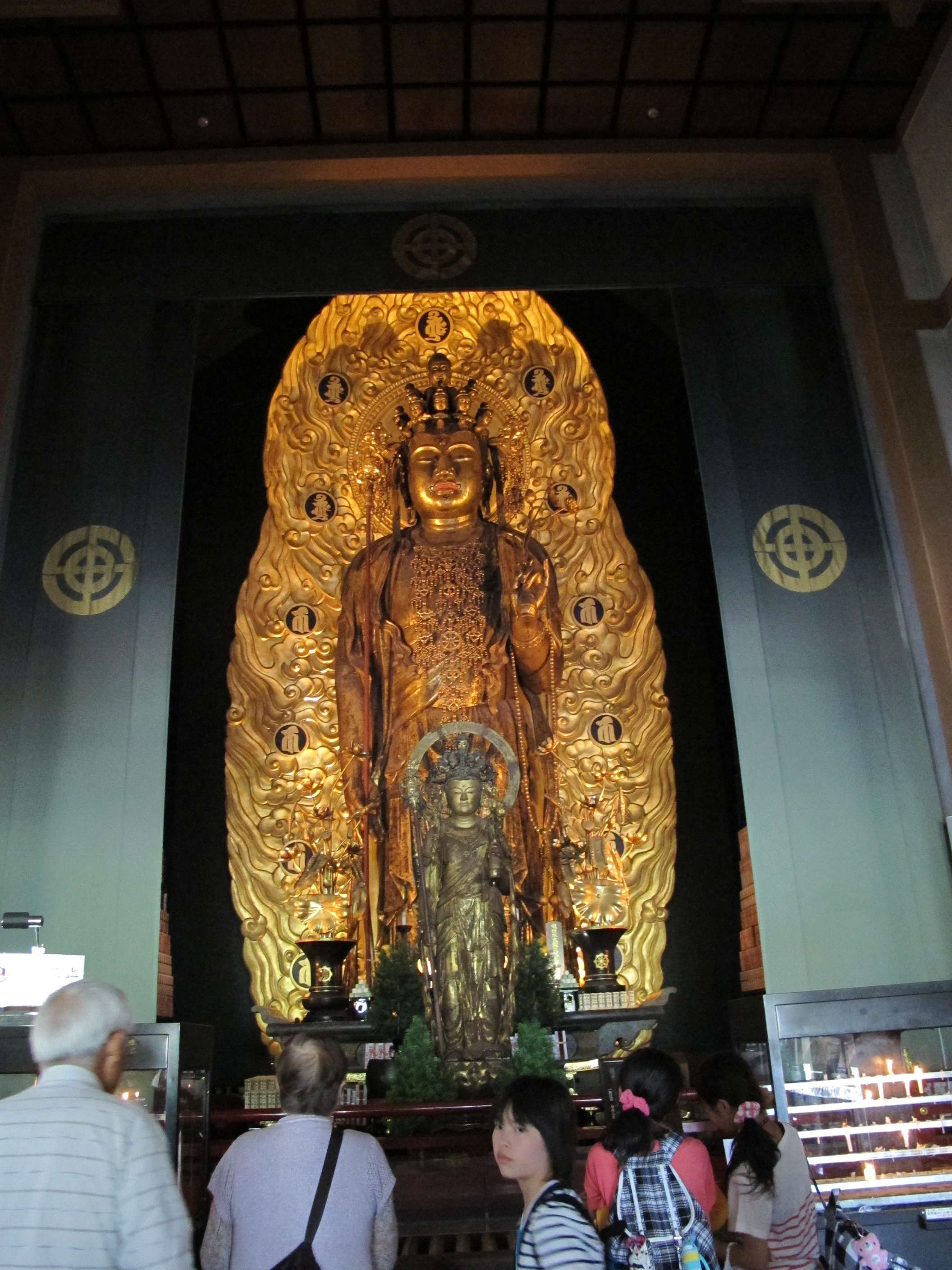
Hase-dera Kannon
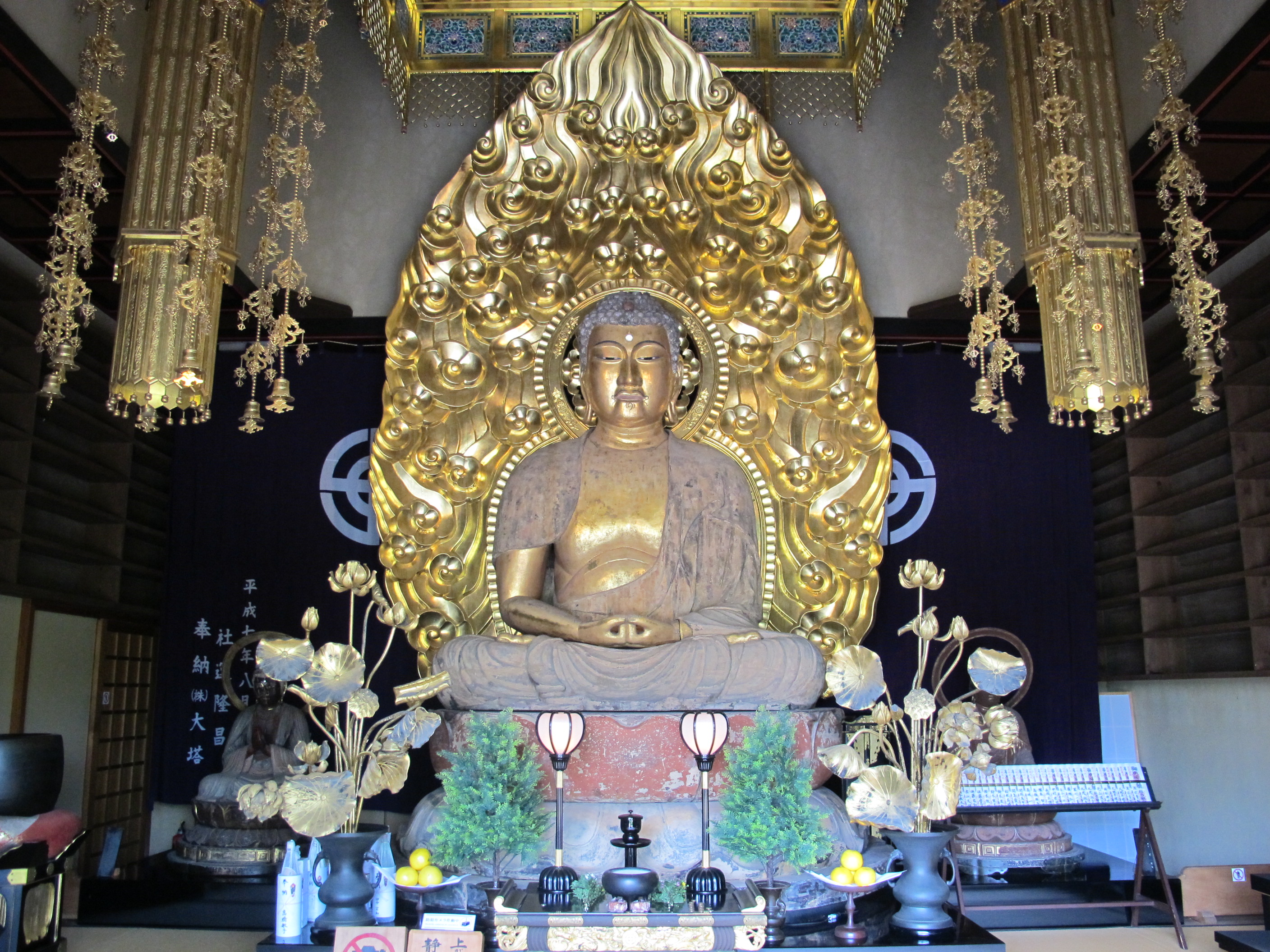
Budda Amida
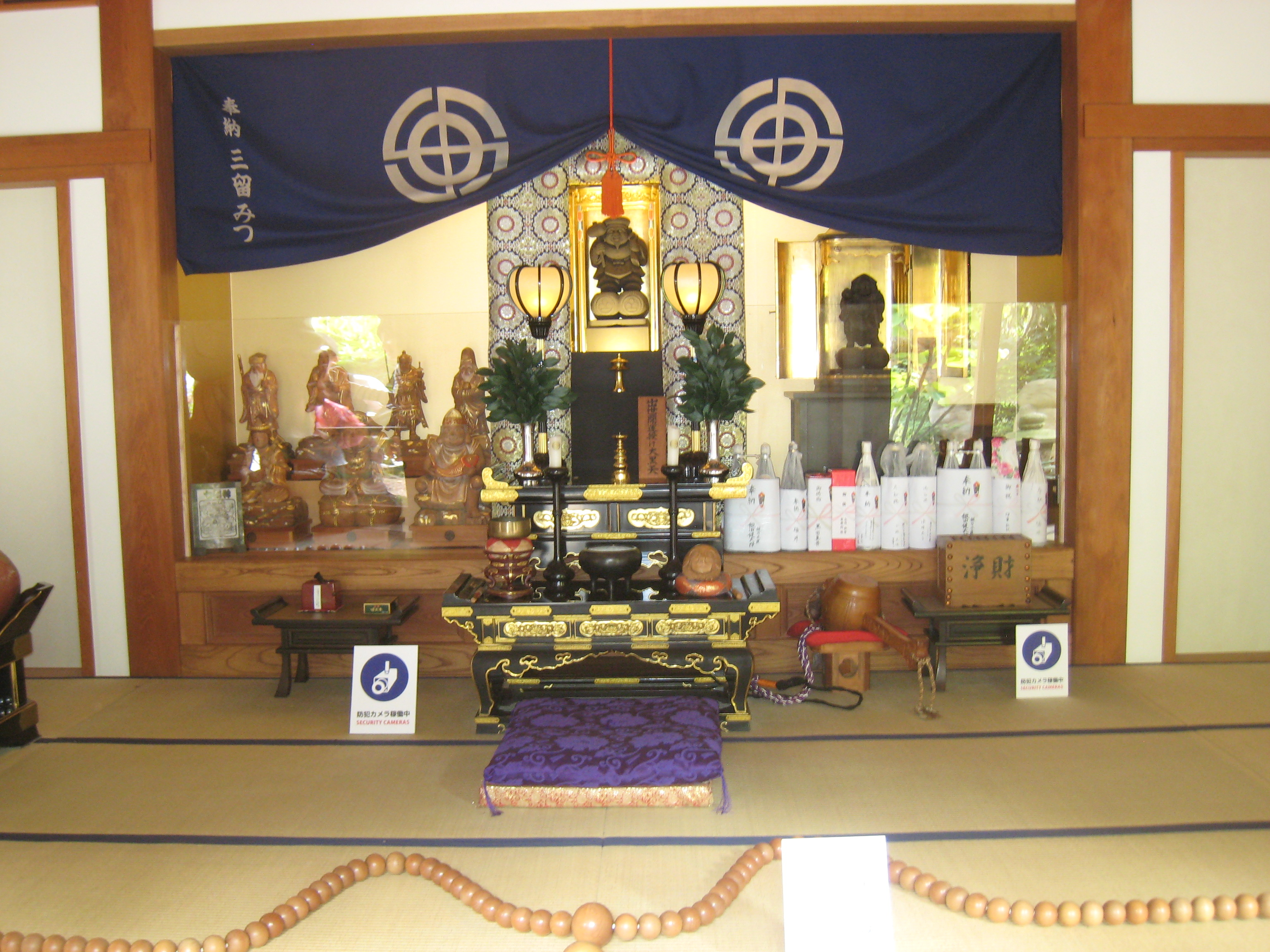
Ołtarz Daikoku
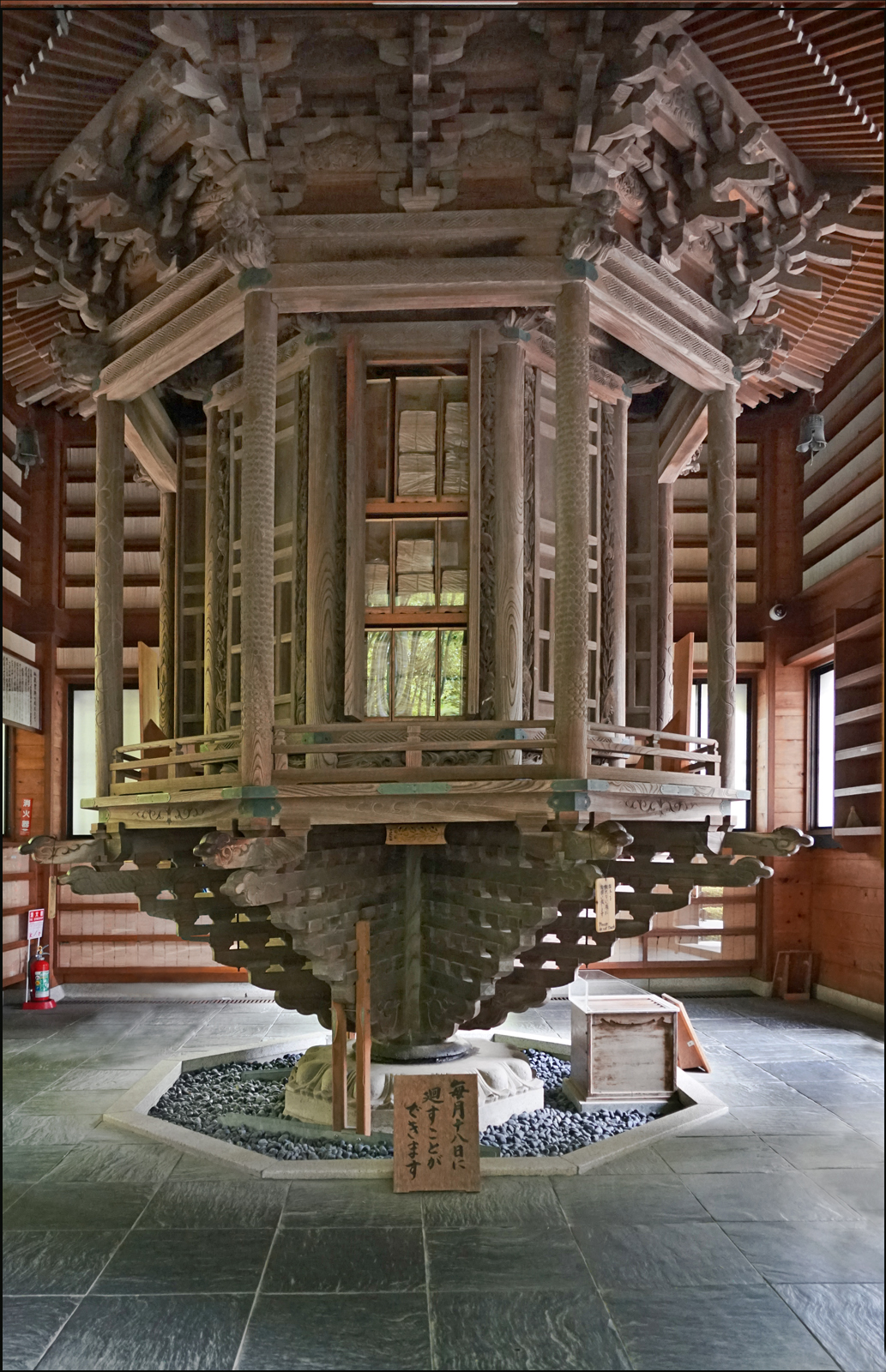
Obrotowa biblioteka sutr
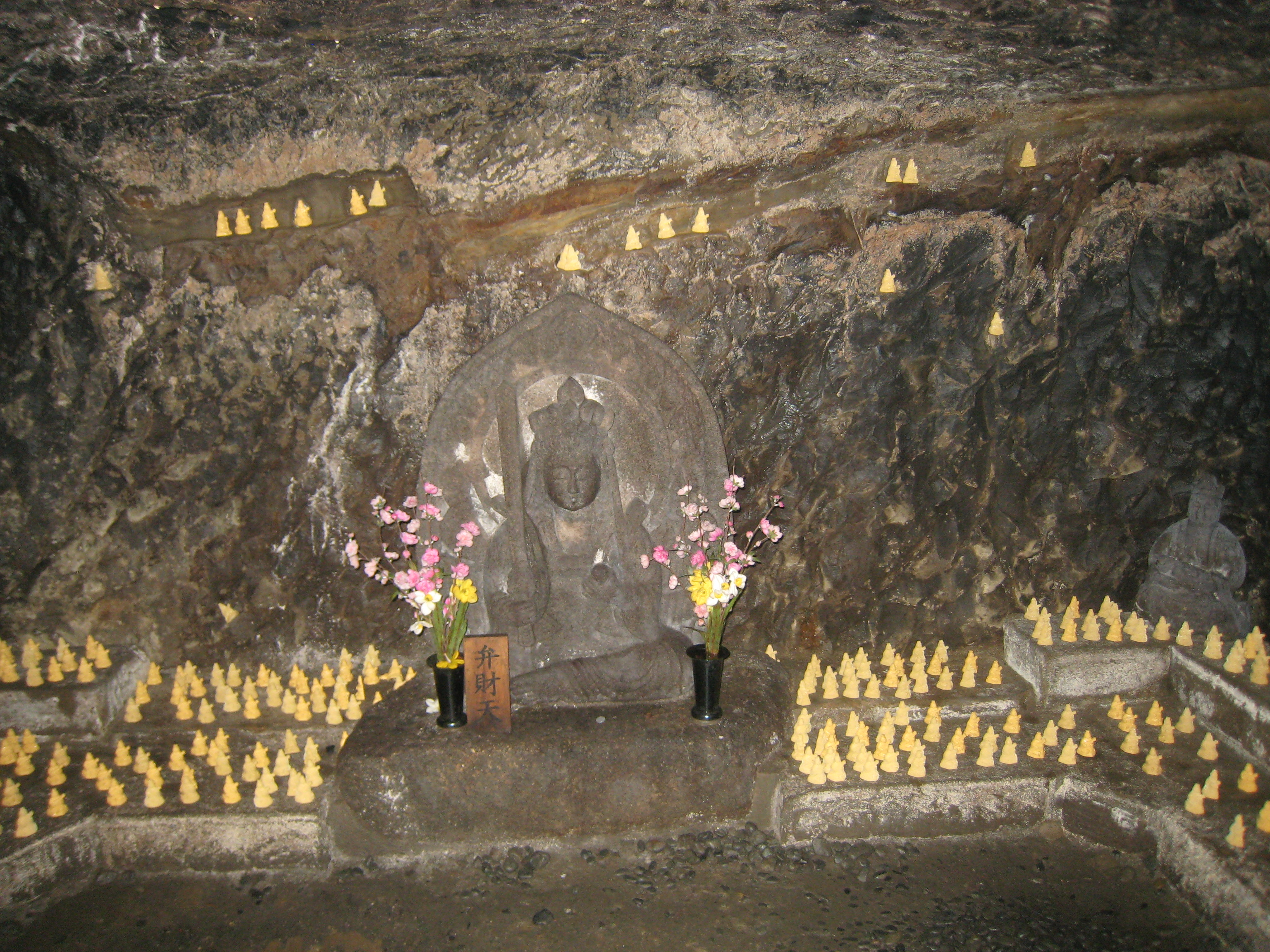
Grota Benzaiten
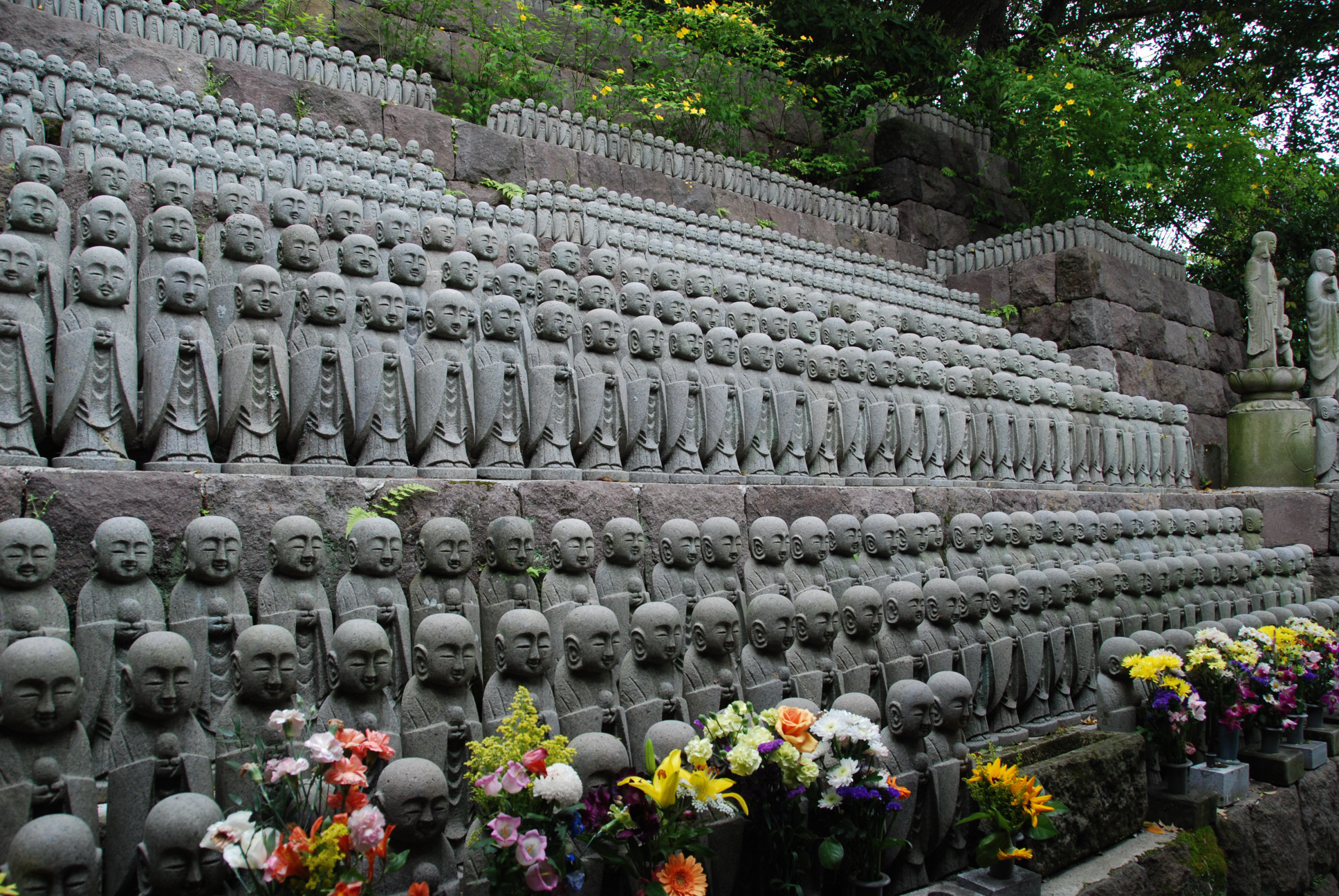
Posążki Jizō